# Rudolf Smetana
Rudolf Smetana (* 22. ledna 1940) je bývalý český fotbalista, záložník. Po skončení aktivní kariéry působil jako trenér mládeže v FK Teplice.

## Fotbalová kariéra
Celou ligovou aktivní kariéru hrál za TJ Sklo Union Teplice (1956–1971). Běhavý a důrazný střední záložník menší postavy. V československé lize nastoupil ve 194 utkáních a dal 3 góly. Končil v Ústí nad Labem. V Poháru UEFA nastoupil ve 2 utkáních a dal 1 gól.

## Ligová bilance
| Ročník                                   | Zápasy | Góly | Klub               |
| ---------------------------------------- | ------ | ---- | ------------------ |
| 1. československá fotbalová liga 1964/65 | 22     | 0    | Sklo Union Teplice |
| 1. československá fotbalová liga 1965/66 | 26     | 0    | Sklo Union Teplice |
| 1. československá fotbalová liga 1966/67 | 26     | 0    | Sklo Union Teplice |
| 1. československá fotbalová liga 1967/68 | 22     | 1    | Sklo Union Teplice |
| 1. československá fotbalová liga 1968/69 | 26     | 2    | Sklo Union Teplice |
| 1. československá fotbalová liga 1969/70 | 28     | 0    | Sklo Union Teplice |
| 1. československá fotbalová liga 1970/71 | 29     | 0    | Sklo Union Teplice |
| 1. československá fotbalová liga 1971/72 | 15     | 0    | Sklo Union Teplice |
| CELKEM 1. liga                           | 194    | 3    |                    |